# Cosmozetes nosybe
Cosmozetes nosybe är en kvalsterart som först beskrevs av Sandór Mahunka 1993.  Cosmozetes nosybe ingår i släktet Cosmozetes och familjen Microzetidae. Inga underarter finns listade i Catalogue of Life.